# Buvajhidák
A Buvajhidák vagy Bújidák egy iráni származású síita emírdinasztia tagjai voltak a 10–11. században, melyek 945–1055 között az Abbászida kalifákat is ellenőrzésük alatt tartották Bagdadban. A család többi ága Fárszot (934–1055) illetve Közép-Iránban Iszfahán és Hamadán vidékét (947–1024), Rajjt (947–1029) és Kermánt (968–1048) ellenőrizte. Rajj a Gaznavidák, a többi emírség a szeldzsukok hódításának esett áldozatul.

## Történetük

### A hatalom megszerzése
A dajlami hegyvidékről származó Búja három fia volt a három emírség alapítója: Ali, Haszan és Ahmad. Ali a Számánidák udvarában kezdte karrierjét, mint Gurgán és Rajj helytartójának alárendeltje. Amikor 930-ban felettese fellázadt és megszerezte Hurászánt, a Számánidákhoz lojális Zijáridák leverték, Ibn Búja pedig átállt hozzájuk. A zijárida  Mardávídzs Karadzs város parancsnokává nevezte ki, ám amikor értesült róla, hogy megölését tervezik, kevés dajlamita katonája élén a hegyekbe vonult, ahol a hurramita eretnekek leverésével szilárdította meg helyzetét.
Iszfahánt nem sikerült bevennie, mert az abbászida kalifa kormányzója, Jakút azt Mardávídzsnak adta át, így Ali kénytelen volt nyugatabbra vonulni, Húzisztán és Fársz határára, Arradzsánba. Innen kiindulva 933-ra hosszas harc árán megszerezte Fársz központját, Sirázt, és gyorsan kieszközölte emíri elismerését a kalifától, amely 934-ben érkezett meg. Eközben Mardávídzs megszállta Húzisztánt, hogy elválassza Bagdadot Fársztól, és a békeszerződésben Ibn Búja kénytelen volt a Zijáridák vazallusává válni, azonban hamarosan mentesült e kötelezettségtől Mardávídzs 935-ös halálával.
Ali hamarosan megszerezte Húzisztánt, fivéreit pedig tovabbi hódításokra küldte: Haszant északra, Iszfahán és Rajj ellen menesztette, Ahmadot pedig kelet felé,  Kermánba. Mindketten csak ideiglenes sikereket értek el, Ahmadot vissza is hívták Húzisztánba, Haszan pedig változó sikerű harcot folytatott a Zijáridák és a Számánidák ellen.
945-ben Ahmad számos saját hadjárat után bevonult Bagdadba. Ekkor al-Musztakfi abbászida kalifa nem tehetett mást: elismerte őt az emírek emírjének (amír al-umará). A három testvért megerősítette tartományaik élén, és mindhárman megtisztelő címeket kaptak: Ahmad lett Muizz ad-Daula („a dinasztia felmagasztalója”), Ali Imád ad-Daula („a dinasztia oszlopa”), Haszan pedig Rukn ad-Daula („a dinasztia támasza”). Muizz Imád befolyása alatt állt, Rukn függetlenebb politikát folytatott.

### A fénykor
A három fivér közül a hatalmát 947-re stabilizáló Rukn bizonyult a legerősebbnek. A gyermektelenül meghalt Imád birtokait az ő egyik fia, Faná Huszró (Adud ad-Daula, „a dinasztia ereje”) örökölte 949-ben, és mind Muizz, mind Adud elismerte Rukn főségét, mint legfőbb emír. Muizz ad-Daulát 967-ben a fia, Izz ad-Daula („a dinasztia dicsősége”) követte a trónon, de neki már konfliktusai voltak unokatestvérével, Aduddal, aki 978-ban átvette a helyét. A Buvajhidák iraki uralma különben sem bizonyult jövedelmezőnek: a moszuli és aleppói Hamdánidák, illetve a mezopotámiai beduin törzsfők ellen vívott folyamatos háborúk a dinasztikus belharcokkal és a régóta tartó pénzügyi válsággal párosítva mind kisebb reális hatalmat eredményeztek.
A fárszi Adud eközben egy határvita ürügyén 968-ban legyőzte a Kermánt uralmuk alatt tartó Iljászidákat, és azt legidősebb fiára bízta. Egyedül Adud ad-Daula iraki uralma volt igazán stabilnak mondható, hiszen ő szilárdan kezében tartotta Fárszot és Kermánt is, melyek jövedelmeit felhasználhatta az itteni viszályok kezelésére. Nem véletlen, hogy éppen ő aratott hatalmas győzelmet 979-ben a moszuli Hamdánidák felett.

### Belharcok
976-ban meghalt az öreg Rukn, és birtokait kettéosztotta két másik fia, Muajjid ad-Daula („a dinasztia megsegítője”) és Fahr ad-Daula („a dinasztia büszkesége”) között, akikkel elismertette Adud főségét. Fahr azonban hamarosan fellázadt Adud ellen, mire két bátyja visszaszorította őt, ám miután mindketten meghaltak 983-ban, Fahr örökölte Muajjid tartományait is.
Amikor északon rendeződni látszott a helyzet, délen tört ki harc a dinasztián belül, ezúttal Adud ad-Daula fiai között. Második fia, az Irakot öröklő Szamszám ad-Daula („a dinasztia szezámja”) 987-ben kénytelen volt elmenekülni az elsőszülött, eredetileg Fárszot és Kermánt uraló Saraf ad-Daula („a dinasztia nemessége”) elől. A polgárháborút kihasználva két öccsük, Tádzs ad-Daula („a dinasztia koronája”) és Dijá ad-Daula („a dinasztia fényessége”) önállósodott Huzesztánban és Baszrában, ám Saraf rövid úton leverte őket, és Tádzs és Dijá egyaránt Rajjban keresett menedéket, Fahr nagybátyjuknál.
Saraf időközben elfogta és bebörtönöztette Szamszámot, ám az Saraf 989-es halálakor elragadta annak korábbi tartományait, Kermánt és Fárszot. Saraf örökébe Bahá ad-Daula („a dinasztia pompája”), egy újabb fivérük lépett Irakban, aki a Szamszámot védnöksége alá helyező Fahr 997-es halálát kihasználva, is 998-ban megtámadta Szamszám birtokait. Öccsét menekülés közben Izz ad-Daula egyik fia ölte meg, ezzel Fársz és Kermán is a kezébe került. Fahr ad-Daula utódai is elfogadták a főségét.

### A bukás
Az északi tartományokon Fahr két fia osztozott. Rajjban Madzsd ad-Daula („a dinasztia dicsősége”) volt az utolsó bújida emír. Miután sikertelenül próbált megszabadulni anyja, Szajjida gyámsága alól, 1029-ben a dajlamita lázadók ellen behívott Mahmúd gaznavida szultán buktatta meg. Hamadán hasonló sorsra jutott: Samsz ad-Daula („a dinasztia napja”) 1021-es halálát követően fia, Szama ad-Daula („a dinasztia megbecsültsége”) rövid időn belül, 1023/1024-ben az iszfaháni dajlamita Kákújidák áldozatául esett.
A csaladi konföderáció déli ága tovább tartotta magát. Bahá ad-Daula 1012-es halálát követően Szultán ad-Daula („a dinasztia hatalma”) nevű fia Irakot és Fárszot, a kisebbik, Kavám ad-Daula („a dinasztia támasza”) pedig Kermánt örökölte. Szultánt 1021-ben a török haderő megfosztotta a hatalmától Bagdadban, és Irak élére öccse, Musarrif ad-Daula („a dinasztia megtisztelője”) került, aki eleinte hűséget esküdött neki, de később függetlenedett. Szultán 1024-ben halt meg. Fárszot a fia, Abu Kálídzsár Marzbán örökölte, aki Kavám 1028-as halála után Kermánra is rátette a kezét. Irak ezzel szemben Musarrif 1025-ös halála után egy fivére, a már Szultán ad-Daula emírsége alatt is a térséget igazgató Dzsalál ad-Daula („a dinasztia dicsősége”) kezébe került. Abu Kálídzsár és nagybátyja viszonya nem volt felhőtlen: az előbbi elragadta Baszra városát, és többször is Bagdad ellen vonult, kiharcolva rokona hűségesküjét – igaz, az is előfordult, hogy közösen léptek fel, így például a Kermánt 1033-ban egy időre megszerző Gaznavidák ellen.
Amikor Dzsalál ad-Daula 1044-ben meghalt, a Bújidák összes megmaradt birtoka – Irak, Fársz, Kermán és Omán – Abu Kálídzsár kezében egyesült. Az ő 1048-as halála már a vég kezdete volt. Kermánt a szeldzsukok szerezték meg, míg kijelölt örököse, al-Malik ar-Rahím („a kegyes király”) polgárháborúba bonyolódott Fárszot megszerző öccsével, Abu Manszúr Fulád Szutúnnal. Hiába verte le fivérét, az hamarosan a szeldzsukoknak esküdött hűséget, akik Togril bég vezetésével 1055 végén Bagdadot is megszállták. Al-Malik Rajjban, családjának egyik hajdani központjában fejezte be az életét rabként néhány év múlva.

## A Buvajhidák uralmának jellegzetességei
Bár perzsa származásúak voltak, és ezt családi névadásukkal és felvett címeikkel (pl. sáhansáh – a királyok királya) is igyekeztek hangsúlyozni, uralmuk nem tekinthető a perzsa újjáéledés korszakának. Ez sokkal inkább köthető kortársaikhoz, a transzoxániai Számánidákhoz, ahol a perzsa nyelvű irodalom ekkor már komoly eredményeket produkált. A Bújidák területén szintén kiváló irodalmárok működtek, ám a hivatalos ügyintézéshez hasonlóan ők is arabul alkottak.
Maguk a Buvajhidák nem voltak különösebben műveltek, talán csak Adud ad-Daula tekinthető kivételnek ez alól. Hogy mégis pezsgő kulturális élet alakult ki uralmuk alatt, az elsősorban kultúrapártoló, gazdag vezírjeiknek köszönhető, mint például a bagdadi Fahr al-Mulk vagy al-Muhallabi, illetve a sirázi Bahrám ibn Máfanná.
Hogy síiták voltak, kétségtelen tény, annyi azonban biztosan tudható, hogy a vallási életet nem különösebben kívánták befolyásolni. (Nem is tehették, hiszen szükségük volt a szunnita kalifa hatalmuk legitimizálásához.) Mindenesetre a hódító szeldzsukok ismét a szunnita iszlám igazát hirdették.

## Uralkodók
| Uralkodó                                                         | Születési idő       | Halálozási idő          | Élethossz | Uralkodási idő    | Uralkodási évek | Megjegyzés |
| ---------------------------------------------------------------- | ------------------- | ----------------------- | --------- | ----------------- | --------------- | ---------- |
| Imád ad-Daula                                                    | 894/895             | 949. november 11.       | 54–55 év  | emír: 934 – 949   | 15 év           |            |
| Adud ad-Daula                                                    | 936. szeptember 24. | 983. március 26.        | 46 év     | emír: 949 – 983   | 34 év           |            |
| Saraf ad-Daula                                                   | 962/963             | 989. szeptember 6.      | 26–27 év  | emír: 983 – 989   | 6 év            |            |
| Szamszám ad-Daula                                                | 964                 | 998 novembere/decembere | 34 év     | emír: 989 – 998   | 9 év            |            |
| Bahá ad-Daula                                                    | 971                 | 1012. december 22.      | 41 év     | emír: 998 – 1012  | 14 év           |            |
| Szultán ad-Daula                                                 | 993                 | 1024 decembere          | 31 év     | emír: 1012 – 1024 | 12 év           |            |
| Abu Kálídzsár Marzbán                                            | 1010 körül          | 1048 októbere           | kb. 40 év | emír: 1024 – 1048 | 24 év           |            |
| Abu Manszúr Púlád Szutún                                         | 1010 körül          | 1062                    | kb. 50 év | emír: 1048 – 1062 | 14 év           |            |
| Ezek után a Bújidák országa beolvadt a Nagyszeldzsuk Birodalomba |                     |                         |           |                   |                 |            |